# گیش درخشان
گیش درخشان یا حبش گونه‌ای از ماهیان ساحلی در خانواده گیش‌ماهیان است. این گونه در سراسر آب‌های گرمسیری و نیمه گرمسیری اقیانوس هند و اقیانوس آرام غربی پراکنده است.
تغذیه آن‌ها از ارگانیسم‌های کوچک عمق میانه از جمله سخت‌پوستان، ماهیان کوچک و سرپایان است.